# 상파울루 미술관
상파울루 미술관(Museu de Arte de São Paulo)은 브라질 상파울루 파울리스타 대로에 위치한 박물관이다. 1947년 착공, 1968년 개관된 이래 라틴 아메리카의 대표적인 미술관 가운데 하나로 알려져 있다. 관람객 수는 679,106명(2009년 기준)이다. 박물관은 매일 오전 10시부터 오후 6시까지 개장한다. 월요일을 제외하고.

## 같이 보기
- 국립미술관 (브라질)